# Сіньяли (присілок, Чебоксарський район)
Сінья́ли (рос. Синьялы, чув. Ҫӗнъял) — присілок у складі Чебоксарського району Чувашії, Росія. Входить до складу Лапсарського сільського поселення.
Населення — 124 особи (2010; 113 у 2002).
Національний склад:
- чуваші — 97 %